# オクタコサノール
オクタコサノール（1-Octacosanol）は、直鎖の28炭素第一級脂肪族アルコールである。植物のエピクチクラワックス、特にユーカリの多くの種の葉や秣、穀物、アカシア、シャジクソウ、レンリソウの仲間や、豆果等に、時には蝋の主要な成分として含まれる。コムギの胚でも見られる。

## 化学
オクタコサノールは水には不溶であるが、低分子量のアルカンやクロロホルムにはどれだけでも溶ける。

## 生物学的影響
オクタコサノールは、ポリコサノール混合物の主要成分である。パーキンソン病患者への利用のための予備研究が行われた。また研究により、オクタコサノールはコレステロールの生産を阻害する可能性があることも発見された。マウスでは、オクタコサノールはストレスを軽減し、ストレスの影響を受けた睡眠を正常に戻した。